# Masora

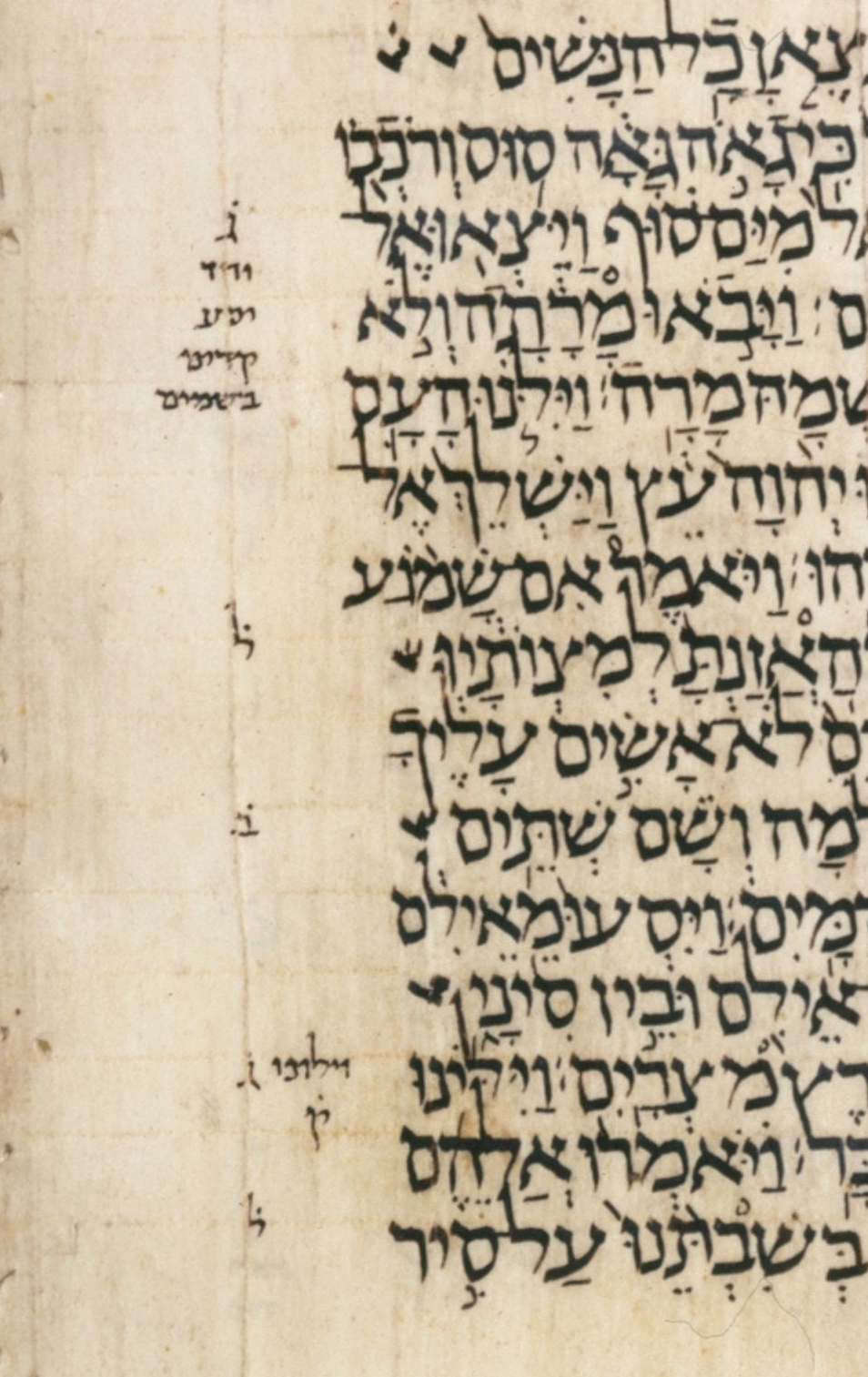
Fragmentu Kodeksu Leningradzkiego (ok. 1008–1009 r. n.e.) z widoczną na marginesie masora parva

Masora (hebr. ‏מסורה‎) – zbiór ustalonych reguł, wypracowany przez żydowskich uczonych na podstawie prac i systemu studiów nad tekstem biblijnym, których celem jest zachowanie i przekazanie tekstu biblijnego w niezmienionym pod każdym względem kształcie. Hebrajskie słowo masora pochodzi prawdopodobnie od asar („więzy”, „okowy”) i masar („podawanie”, „przekazywanie”) przez co wskazuje na przekazywanie tradycji biblijnej.
Termin masora w sensie ogólnym oznacza zbiór różnych żydowskich tradycji prowadzących do poprawnej lektury tekstu Biblii hebrajskiej. W sposób szczególny termin ten odnosi się do konkretnych uwag i oznaczeń umieszczonych na manuskryptach świętych ksiąg przez masoretów między VI a XI wiekiem – razem z tekstem biblijnym stanowią one tzw. tekst masorecki. Oprócz znaków samogłoskowych i akcentowych dodanych przez nich do spółgłoskowego tekstu, manuskrypty zawierały: uwagi na temat poprawnej wymowy, korekty ewentualnych błędów, oznaczenia szczególnych i rzadkich form, a nawet prostą statystykę występowania. Noty te wypełniały najbliższy margines, przestrzeń nad i pod tekstem oraz miejsce po zakończeniu poszczególnych ksiąg. Od terminu masora pochodzą nazwy tekst masorecki (TM) oraz masoreci. W krytycznych wydaniach Starego Testamentu masora jest oznaczana jako {\displaystyle {\mathfrak {M}}}margin.

## Etymologia
Hebrajskie słowo masora (w jidysz mesojre) pochodzi z Ez 20,37 i oznacza „łańcuch”, „kajdany”. Jego znaczenie w odniesieniu do tekstu nawiązywało do zamknięcia tekstu w określonej, niepodlegającej zmianom formie. Z czasem zaczęto również wiązać to słowo z hebr. korzeniem מסר, który oznacza „przekazywać” i w ten sposób słowa „masora” zaczęło być używane na oznaczenie „tradycji”.

## Historia
Masora została spisana ostatecznie w końcu I tysiąclecia n.e. przez masoretów. Jednak korzenie zawartych w niej tradycji i interpretacji sięgają czasów dużo wcześniejszych.
Współczesne badania krytyki tekstualnej Starego Testamentu pozwalają zauważyć powstanie wewnątrz judaizmu w I wieku n.e. silnego ruchu, mającego za cel wybranie, skodyfikowanie i przekazanie dalej jednego, autorytatywnego tekstu świętych ksiąg. Z czasem opracowano szczegółowe zasady kopiowania świętych ksiąg tak, by uniknąć błędów czy wypaczeń przy ich przepisywaniu. Po ustabilizowaniu się jednego tekstu spółgłoskowego po domniemanym Synodzie w Jamnii (który z czasem stał się obowiązującym tekstem masoreckim) w okresie pomiędzy I a VI wiekiem n.e. mamy jednak wciąż do czynienia z pewnymi poprawkami dokonywanymi przez kopistów, które doprowadziły z czasem do wynalezienia i opracowania jednego systemu korygowania i zabezpieczania tekstu przed zmianami albo błędnymi poprawkami.
W tym celu wprowadzono znaki samogłoskowe, akcentowe oraz dokonano podziału ksiąg. Powstawał też powoli materiał będący swoistym komentarzem językowo-hermeneutycznym do świętego tekstu, mającym bronić jego autorytetu. Materiał masory na początku był przekazywany ustnie. Kiedy jego ilość rosła, zaczął być dopisywany do samych rękopisów.
Komentarze te nie były jednolite. Ze względu na różnice w wymowie oraz różne systemy graficznego przedstawiania samogłosek i akcentów masorę można podzielić na 3 główne gałęzie tradycji: babilońską, palestyńską oraz tyberiadzką. Odnalezione w genizie kairskiej manuskrypty z okresu VI–IX wieku oprócz masoreckiego tekstu spółgłoskowego mają 2 inne typy wokalizacji: wschodni (babiloński) oraz zachodni (palestyński) – oba są (w odróżnieniu od tyberiadzkiego) nadpisywane nad spółgłoskami. Istnieją też ślady innych, mniej rozpowszechnionych tradycji. W ramach samej tradycji tyberiadzkiej (która ostatecznie przeważyła i zachowała się najpełniej do dzisiaj), funkcjonowały również różne odgałęzienia.
Szkoła tyberiadzka była przede wszystkim dziełem dwóch rodów: ben Neftalich i ben Aszerów. Ostatecznie przyjął się tekst Aarona ben Aszera (to ostatni członek tej rodziny), na nim zostały oparte najstarsze ze znanych nam dzisiaj kodeksów (Leningradzki czy Aleppo), a potem drukowane wydania Biblii hebrajskiej.

## Podział
Masora dzieli się na:
- masora parva (mała) albo inaczej marginalis – uwagi zapisane na marginesach tekstu biblijnego (ewentualnie między kolumnami)
- masora magna (wielka) – obszerniejsze i bardziej szczegółowe uwagi w przestrzeni nad i pod tekstem
- masora finalis – notatki na końcu każdej księgi, zawierające przeliczoną ilość wersetów, słów i liter tekstu biblijnego danej księgi w celu ochrony przed błędami lub przeinaczeniem tegoż tekstu

Poza tym ewentualnie:
- masora initialis – pierwsze słowo księgi biblijnej otoczone komentarzem
- jako osobny traktat, np.: Sefer Oklah we-Oklah (o nieznanym dokładnie pochodzeniu, ale wykorzystany na pewno później do przygotowania drukowanej masory przez Jakuba ben Chajima)

## Język
Podstawowym językiem masory jest aramejski, częściowo przeplatany także hebrajskim. Terminologia, szczególnie biorąc pod uwagę cały system skrótów, jest trudna i zakłada uprzednią wiedzę na jej temat, by móc odpowiednio z niej korzystać. To także tłumaczy fakt, że późniejsze pokolenia kopistów, nie znając jej, uczyniły z niej element czysto ozdobny. Jej znaczenie na nowo odkrył i przywrócił Jakub ben Chajim na przełomie XV–XVI wieku.

## Rodzaje oznaczeń i poprawek

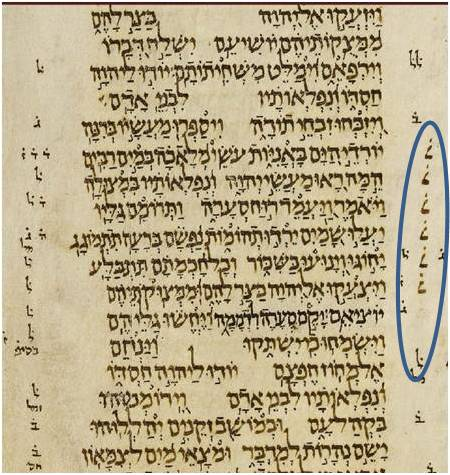
Przykład nun inversum w Kodeksie z Aleppo (Ps 107, 23-28)

Świętość tekstu nie pozwalała na jakiekolwiek poprawki w tekście spółgłoskowym, dlatego opracowany cały system różnych oznaczeń w tekście. Najważniejsze z nich to:
- puncta extraordinaria – 15 miejsc oznaczonych małymi punktami nad literami, oznaczają wątpliwość co do formy albo doktryny
- nun inversum – 9 miejsc z odwróconym nun; chodzi o wątpliwość co do umiejscowienia danego wersetu
- sebir (z aram. spodziewać się) – 70–350 miejsc (w zależności od manuskryptu) w których, mimo że forma jest inna od spodziewanej to jest prawidłowa i nie powinna być poprawiana
- qere–ketib – oznacza (z aram.): „czyta się” – „pisze się”; bardzo częsty znak w masora parva (występuje w zależności od manuskryptu od 800 do ponad 1500 razy); oznacza poprawkę tekstu spółgłoskowego (najczęściej z powodu błędu kopisty); błędne słowo jest oznaczone punktem, a na marginesie podano prawidłowe wraz z literą ק (od qere); samogłoski z „błędnego” słowa mają być czytane ze słowem „poprawionym”
- statystyki występowania danego słowa (albo formy leksykalnej czy połączenia słów) – np. „brak innego” – (z aram.) oznacza miejsce szczególne, które się nie powtarza więcej razy w Biblii: słowo (hapaks legomena), ewentualnie jego forma, albo więcej słów razem
- tikunej soferim – co najmniej 18 miejsc, w którym poprawiono tekst z powodów doktrynalnych[17] (np. użycie antropomorfizmu w stosunku do Boga)
- litterae suspensae („podniesione” litery) – 4 razy w tekście masoreckim pojedyncze litery są zapisane wyraźnie wyżej od reszty danego słowa (najbardziej znany przykład to Sdz 18,30, gdzie zmienia się w ten sposób imię z Mojżesza na Manassesa, chcą tym samym oszczędzić temu pierwszemu niechlubnego potomka)
- litery specjalne – w większości manuskryptów większa litera oznacza szczególny fragment tekstu, np. pierwsza litera księgi, albo sekcji, środkowa litera Pięcioksięgu itd.
- odnośniki do innych ważnych paralelnych fragmentów
- oznaczenia miejsc szczególnych, jak np. środkowy werset całej Tory (Kpł 8,8); środkowe słowo Tory (דרשׁ w Kpł 10,16); środkowa litera Tory (ו w słowie גחון w Kpł 11,42); najkrótszy werset; werset zawierający wszystkie litery alfabetu itd.
- 134 miejsca, w których tetragram został zamieniony na tytuł Adonaj oraz 7 miejsc, w których tetragram zamieniono na tytuł Elohim[18]

Niektórzy wymieniają oprócz tych najczęstszych jeszcze inne.

## Późniejsze opracowania
Pomimo że ścisła działalność masoretów kończy się w połowie X wieku, to jednak proces przekazywania i porządkowania tradycji trwał nadal. Powstały traktaty opisujące różne problemy masoreckiej tradycji, wymowy, a także samych zasad kopiowania. Najważniejsze z nich to:
- Meir ben Todros ha-Levi Abulafia (1180–1244), dzieło Masoret Siyag la-Torah
- Menahem ha-Meiri (1249–1306), dzieło Kiryat Sefer
- Jekuthiel ha-Naqdan (przełom XII–XIII wieku), traktat ʿEin ha-Qore

Po wynalezieniu druku zaczęły pojawiać także wydania drukowane Biblii hebrajskiej, najpierw bez masory, z czasem rozwijane. Drugie wydanie tzw. Biblii Rabinicznej (Wenecja, 1524–1525) wydane przez Daniela Bomberga, zawierało oprócz tekstu biblijnego, także masorę, targum oraz najbardziej szanowane spośród średniowiecznych komentarzy (np. Rasziego, Ibn Ezry i innych). Zostało ono przygotowane przez Jakuba ben Chajima ibn Adonijah (przełom XV–XVI wieku). To jemu zawdzięcza się ocalenie i ponowne wykorzystanie masory, która w międzyczasie prawie została zapomniana i zaczęła w manuskryptach spełniać funkcję czysto ozdobną. W celu przygotowania tego wydania przestudiował on wiele dostępnych manuskryptów. Opracował gruntownie masora finalis, tworząc system wzajemnych odniesień z masora magna, łatwy do przeszukiwania i używania. Jego wydanie stało się swoistym textus receptus Biblii hebrajskiej (a tym samym masory) na długie lata (praktycznie aż do XX wieku). Z drugiej jednak strony na temat źródeł przez niego wykorzystanych niewiele wiemy, a jego praca polegała przede wszystkim na niekontrolowanym połączeniu różnych zachowanych tradycji. Dlatego, mimo szacunku dla ogromu jego pracy, należy jednak zaznaczyć, że pod względem naukowym Druga Biblia Rabiniczna nie może być traktowana ściśle jako tekst należący do rodziny ben Aszer, i dlatego straciła bardzo wiele na wartości wraz z odkryciem starszych manuskryptów.
Ogromny wkład dla studiów nad tradycją masorecką miał Elias Levita (1468–1549), nazwany nawet z czasem ojcem takich studiów. Wydał on wiele prac, spośród których najbardziej znaną jest Massoreth ha-Massoreth (1538) – podręcznik i komentarz do Masory. Jego opinia, że znaki samogłoskowe nie pochodzą ze starożytności, ale że zostały dodane przez masoretów, spotkała się ze srogim przyjęciem przez żydów (traktujących je za natchnione i spisane przez Ezdrasza). Dzieło zawiera dyskusję nad istotnymi zagadnieniami, rozważa techniczne terminy oraz skróty. Współcześnie zostało ponownie wydane przez Christiana Ginsburga wraz z Wprowadzeniem do Biblii Rabinicznej ben Chajima.
Inni znaczący uczeni pracujący następnie nad Masorą to:
- Menahem ben Judah di Lozano (koniec XVI wieku), traktat Or Torah
- Jedidiah Solomon Raphael ben Abraham z Norzi (pierwsza połowa XVII wieku), traktat Minhat Shay (1626), traktowany często za najlepsze dzieło na temat Masory, ze względu na swoją jasność i przejrzystość; zawiera komentarz do całej Biblii (uwzględniając tekst, samogłoski i akcenty) słowo po słowie, korzystając z pracy wcześniejszych uczonych, poprawiając także tekst Drugiej Biblii Rabinicznej; Minhat Shay pierwszy raz wydano w 1742 roku w Mantui, później często był dodawany do drukowanych wydań Biblii Rabinicznej

## Współczesne badania
Najważniejsze współczesne opracowania zostały dokonane przez:
- Seeligmann Isaac Baer (1825–1897), dzieło Diqduqe ha-Teʿamim (razem z H.L. Strack, 1879) oraz inne prace na temat akcentów, a najważniejszą jego pracą było wydanie Biblii hebrajskiej, powszechnie nazywane wydaniem Baer-Delitzsch (1869–1895), które miało za cel jak najdokładniejszą rekonstrukcję tekstu ben Aszera; rozwinął w nim własny system akcentów
- Christian David Ginsburg (1831–1914)
  - 4–tomowe dzieło The Massorah Compiled from Manuscripts (1880–1905), opracował szczegółowo noty masory i opisał komentarzem; niestety prawie nie cytuje on źródeł, a użyte przez niego manuskrypty nie były najstarsze
  - Introduction to the Massoretico-Critical Edition of the Hebrew Bible (1897) – podejmuje dyskusję nad każdym istotnym dla studium masory zagadnieniem; do dziś pozostaje podstawowym punktem odniesienia dla studiujących tradycję masorecką
- Paul Ernst Kahle (1875–1965) – odpowiadał za odejście w trzecim wydaniu Biblia Hebraica Kittela od tekstu ben Chajima z Biblii Rabinicznej, by pierwszy raz w historii wydać cały tekst pojedynczego rękopisu z rodziny ben Aszera (konkretnie Kodeks Leningradzki) wraz z masorą
- Gérard E. Weil (1926–1986) – zaprzągł komputer do badań nad masorą, utworzył cyfrową wersję Kodeksu Leningradzkiego do badań szczegółowych nad tekstem; opracował masora parva wydaną w Biblia Hebraica Stuttgartensia (wydanie to nie jest wbrew pozorom czystą reprodukcją masory Kodeksu Leningradzkiego, ale została ona częściowo przepracowana: uzupełniona i poprawiona, tam gdzie tego wymagała)[23] oraz masora magna wydaną w osobnym tomie

## Znaczenie dla badań nad tekstem
Przede wszystkim znajomość masory wydaje się konieczna do odpowiedniego zrozumienia tekstu masoreckiego, z którym tworzy ona praktycznie nierozdzielną całość. Poza tym, należy pamiętać, że masora była pierwotną formą krytyki tekstualnej (statystyka słów, oznaczenie nieregularnych form itd.) i dlatego, choć na pewno prymitywna w porównaniu do dzisiejszych badań, pozwala wejść głębiej w tekst, kiedy chce się przeanalizować tradycję jego przekazu. Dlatego też, tym bardziej, analiza pracy nad tekstem dokonanej przez masoretów (korekty, ustalenie tekstu autorytatywnego dla judaizmu itd.) jest koniecznym krokiem przy krytyce poszczególnych tekstów Biblii hebrajskiej.